# Castor (rakétafokozat)
A Castor amerikai, szilárd hajtóanyagú rakétafokozat-család, melyet több hordozórakétán is alkalmaznak az 1960-as évek elejétől napjainkig.

## Története
Az eredetileg a Scout hordozórakéta második fokozatának szánt rakétafokozatot a Thiokol (napjainkban: ATK) cég fejlesztette ki az 1950-es évek végén  az MGM–29 Sergeant harcászati ballisztikus rakéta alapján. Több változata ismert. Később a Delta és Atlas hordozórakéták, valamint a japán N–I és N–II hordozórakéták gyorsítófokozataként is alkalmazták. Napjainkban az Antares hordozórakéta második fokozataként használják. Hajtóanyaga terminált hidroxi-polibutadién.

## Típusváltozatok

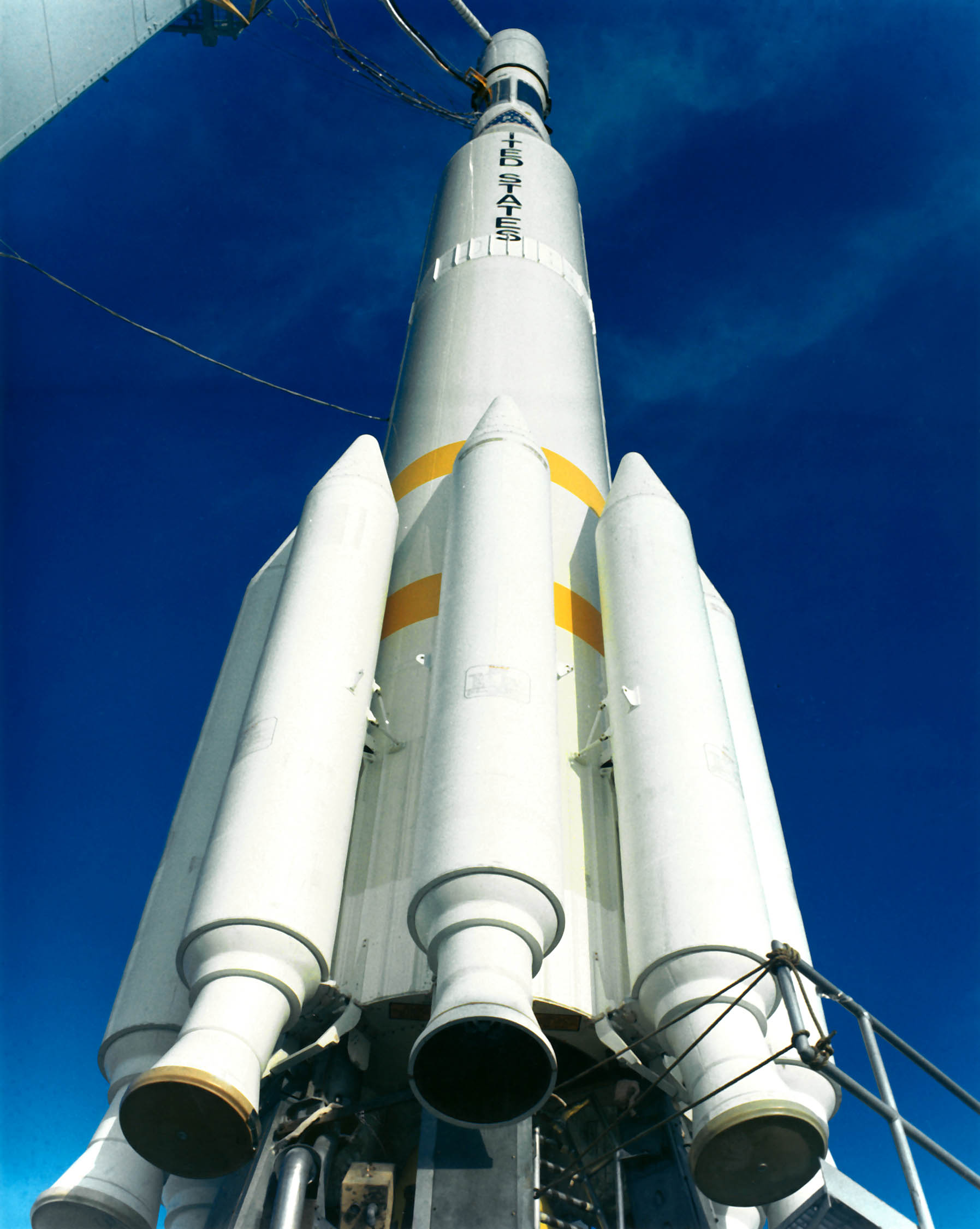
Egy Delta 0900-as sorozatú hordozórakéta. Az első fokozat körül helyezkednek el a gyorsítófokozatként alkalmazott Castor 2 blokkok

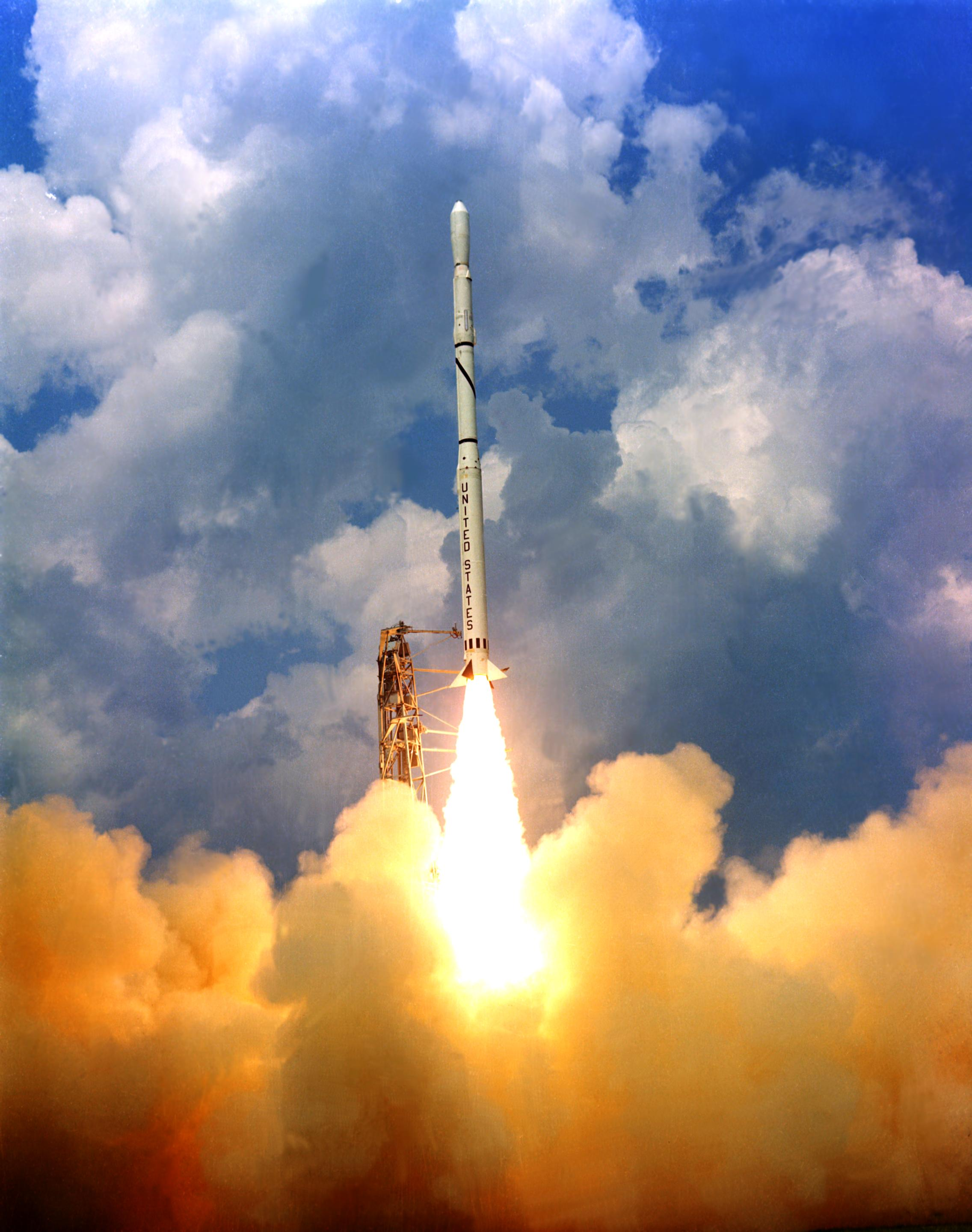
Egy Scout hordozórakéta indítása, melyen második fokozatként alkalmazták a Castor fokozatot

### Castor 1
A Scout rakéták első változatainak második fokozataként alkalmazták. Először 1960 őszén indították sikeresen. Ekkor a Scout X–1 szuborbitális repülést hajtott végre. A fokozat hossza 5,92 m, átmérője 0,79 m. A TX–33–52 típusú szilárd hajtóanyagú rakétahajtómű égésideje 27 másodperc. A Scout hordozórakétán kívül a növelt tolóerejű Thor, Thor–Agena és Delta–D hordozórakétákhoz is alkalmazták mint az első fokozat kisegítő gyorsító fokozata.  Castor 1 gyorsítórakétákkal felszerelt Delta–D hordozórakétával állították pályára 1964-ben a világ első geostacionárius műholdját, a Syncom–3-t. A Castor 1 fokozatot 1971-ben indították utoljára.

### Castor 2
A Castor 1 továbbfejlesztett változata, melyhez TX–354–5 típusú hajtóművet alkalmaztak. A tolóerő 269 kN-ra (vákuumban), az égésidő 37 másodpercre növekedett. 1965-től alkalmazták a Scout hordozórakétán annak 1994-es utolsó indításáig. Ugyancsak Castor 2-t használtak az amerikai Delta–E, valamint a japán N–I és N–II hordozórakétákhoz gyorsítófokozatként, melyek az első fokozat mellett biztosítottak plusz tolóerőt.

### Castor 4
A Castor 4 változaton túl két alváltozatát fejlesztették ki, melyek A és B jelzést kaptak. Ezek méretben és tolóerőben különböznek egymástól, valamint a B változat a tolóerővektor-változtatására alkalmas fúvócsővel van felszerelve. A Castor 4 TX–526-os hajtóművének tolóereje 424 kN, égésideje 56 másodperc. Ezeket a változatokat a Delta II, az Atlas IIAS és az Athena hordozórakétákhoz, valamint az európai Maxus rakétákhoz alkalmazták. (A Delta hordozórakétákon ezt az 1990-es években GEM40-es hajtóművekre cserélték le.)  A Castor 4B változatot tervezték használni a végül 2000-ben elvetett spanyol Capricornio hordozórakéta első fokozataként is. A japán H–IIA hordozórakétához a Castor 4 egy növelt méretű változatát használják.

## Modern változatok

### Castor 120
Típusjelzése ellenére a korábbi változatoktól független konstrukció, amely az LGM–118 Peacekeeper (MX) interkontinentális ballisztikus rakéta első fokozatán alapul. A típusjelzésben a 120-as szám az eredetileg tervezett starttömegre utal (ezer fontban),  de a megvalósult rakétafokozat végül ennél könnyebb lett (117 ezer font). Először az Athena I hordozórakéta első fokozataként, majd az Athena II első és második fokozataként alkalmazták az 1990-es évek közepétől. A Castor 120-as fokozatot is használják a Taurus hordozórakéták első fokozataként, valamint a japán H–IIA gyorsítófokozataként. Maximális tolóereje 1650 kN, fajlagos impulzusa vákuumban 280 s, tengerszinten 229 s. A hajtómű égésideje 280 s.

### Castor 30
A Castor 120-on alapuló változat. A 30-as szám az ezer fontban mért starttömegére utal (30 ezer font, azaz 14 tonna). Átmérője 2,3 m, hossza 3,5 m. Első alkalommal 2013 áprilisában használták mint az Antares hordozórakéta második fokozata. Növelt méretű alváltozata a 6 m hosszúságú és 25 tonna starttömegű Castor 30XL.

## Műszaki adatok (Castor 1)
- Hossz: 5,92 m
- Átmérő: 0,79 m
- Maximális tolóerő: 286 kN (vákuumban)
- Fajlagos impulzus:
  - tengerszinten: 232 s
  - vákuumban: 247 s
- Égésidő: 27 s
- Starttömeg: 535 kg